# Stenostygnellus
Stenostygnellus is een geslacht van hooiwagens uit de familie Stygnidae.
De wetenschappelijke naam Stenostygnellus is voor het eerst geldig gepubliceerd door Roewer in 1913. 

## Soorten
Stenostygnellus omvat de volgende 2 soorten:
- Stenostygnellus flavolimbatus
- Stenostygnellus macrochelis